# L'Âge d'or (chanson)
Pour les articles homonymes, voir L'Âge d'or.
Pistes de Léo Ferré 1916-19...
Paris-Spleen
L'Âge d'or est une chanson de Léo Ferré, parue en 1966 sur l'album Léo Ferré 1916-19....  Chanson d'utopie pleine d'espérance, elle est considérée comme un de ses classiques. 

## Historique
Cette chanson a été composée durant l'été 1959. Léo Ferré l'interprète pour la première fois à la radio le 19 septembre 1959 (voir album La Mauvaise Graine). Une version orchestrée par Paul Mauriat est enregistrée en novembre 1960 lors des séances studio consacrées à l'album Paname. Cette version restée inédite est publiée pour la première fois en 2013. Il s'agit de la bande orchestre sans la voix du chanteur (on ne sait pas si Ferré a bel et bien réalisé une prise voix, ni pourquoi il laisse alors cette chanson de côté). L'arrangement musical diffère notablement de celui enregistré et publié en 1966.
Ferré interprète cette chanson sur scène dès 1959. Il l'interprète à la radio en mars 1961, en compagnie de la petite formation dirigée par Jean-Michel Defaye qui l'accompagne alors sur scène à l'Alhambra, où il donne cette chanson (avec un sextuor vocal en plus). L'arrangement que Defaye réalise à cette occasion sera repris tel quel, à quelques petites différences près, dans la version « définitive » de 1966.

## Forme
Paroles et musique sont de Léo Ferré.

## Enregistrement

### Production
- Arrangements et direction musicale : Jean-Michel Defaye
- Prise de son : Gerhard Lehner

## Reprises
Cette chanson a été interprétée entre autres par Catherine Sauvage en 1961, Francesca Solleville en 1962, Renée Claude en 1994, Mama Béa en 1995 (sur l'album Du côté de chez Léo), Marc Ogeret en 1999, Annick Cisaruk et Serge Utgé-Royo en 2010, Cali en 2015, Motivé-e-s en 2017.